# Омура, Хидэаки
Хидэаки Омура (яп. 大村 秀章; род. 9 марта 1960, Хекинан, Айти, Япония) — японский политический и государственный деятель, губернатор Айти (с 2011).

## Биография
Родился 9 марта 1960 года в Хекинане, префектура Айти, Япония.
После окончания юридического факультета Токийского университета стал работать в Министерстве сельского хозяйства, лесных угодий и рыбного промысла Японии, а в 1996 году был впервые избран в Палату представителей от префектура Айти, выдвигаясь в качестве кандидата от «Либерально-демократической партии». В январе 2011 года он ушёл в отставку для выдвижения своей кандидатуры на выборах губернатора префектуры Айти, победив по итогам голосования. 15 февраля того же года он официально вступил в должность, сменив на этом посту Масааки Канду.

## Личная жизнь
Омура женат и имеет четверых детей.